# 霍尔迪亚
霍尔迪亚（英語：Haldia），是孟加拉国巴里萨尔专区博尔古纳县的一个村庄。